# Roland von Calbe
Der Roland von Calbe gehört zu den 31 (2006) noch verbliebenen, teils erneuerten oder erneut als Nachbildungen aufgestellten echten Rolanden in Deutschland. Während die Vorgänger dieses Rolands aus Holz waren, ist der jetzige aus Sandstein und steht auf einem Sockel vor dem Rathaus in Calbe, einer Stadt im Salzlandkreis in Sachsen-Anhalt.

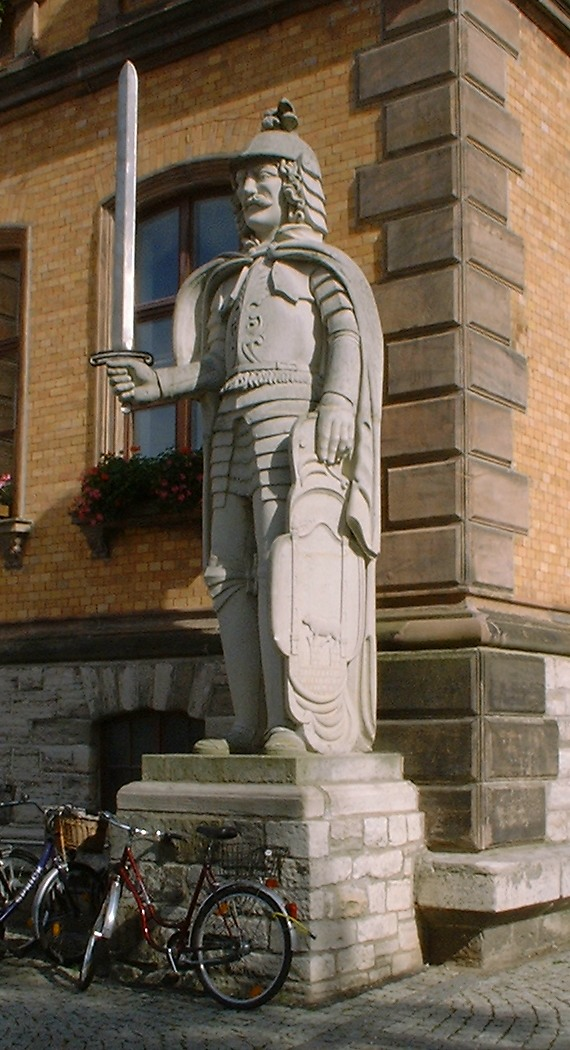
Rolandstatue auf dem Marktplatz

## Der erste Roland
Wann der erste Roland aufgestellt wurde, ist heute nicht mehr bekannt. Die erste urkundliche Erwähnung findet die Statue in einer Rechnung des Jahres 1382 für 1381. Damals nahm man ihn von seinem Standplatz auf dem Alten Markt herunter, um ihn vor dem fünf Jahre zuvor fertiggestellten neuen Rathaus Calbe zu postieren. Da wohl niemand einen Roland vor einem alten Ratsgebäude aufstellt, um ihn dann doch noch vor das bereits vorhandene neue Rathaus zu stellen, muss er schon vor 1376 existiert haben.
Das legt die Vermutung nahe, dass der Calber Roland im Zusammenhang mit der im norddeutschen Raum unter  Karl IV. betriebenen Aufstellung mehrerer Rolandfiguren als Ausdruck einer nachdrücklichen Erinnerung an  Karl den Großen und an dessen treuen Helden  Roland errichtet worden sein könnte.  Karl IV., der während seiner langen Regierungszeit großen Wert auf die Schaffung einer starken Zentralgewalt legte, ließ die Rolandfiguren u. a. als Symbole für geltendes Kaiserrecht (Reichsrecht) und sein Bündnis mit den  Städten aufstellen.
Eine weitere Erwähnung des Calber Rolands erfolgte 1465, aus der hervorgeht, dass der Holzroland farbig bemalt war und ein Schieferdach als Schutz hatte.

## Der zweite (barocke) Roland

Der barocke Roland vor 1936 vor dem Nordgiebel der Knabenvolksschule (Postkarte um 1920)

1656 bekam der Magdeburger Bildhauer Gottfried Gigas den Auftrag, eine neue Statue zu fertigen, weil der alte Roland zu zerfallen drohte. Auch diesmal wurde er farbig gestaltet, wie es in einer Chronik von Johann Heinrich Hävecker zu lesen ist. Er galt als "übel proportionierte Figur".
Dass die Bürger Calbes an eine neue, riesenhafte Rolandfigur ausgerechnet sechs Jahre nach dem verheerenden Dreißigjährigen Krieg dachten, zeugt davon, welche Bedeutung sie dem Standbild beimaßen. Es war wohl für sie ein Symbol althergebrachter städtischer Prosperität und ein Ansporn, die ursprüngliche Blüte Calbes mit vereinten Kräften so rasch wie möglich wiederherzustellen. Zugleich besaß die Roland-Neuerrichtung in einer Zeit des totalen Zusammenbruchs der Zentralgewalt, als sich die Territorialfürsten um Konsolidierung ihres kleinstaatlichen Absolutismus bemühten, eine gewisse politische Sprengkraft und war eine Herausforderung. Der neue Roland war über vier Meter hoch und aus einem Eichenstamm geschnitzt worden.
Der nun einsetzende, zwei Jahre andauernde Streit zwischen der landesherrlichen Verwaltung und dem Magistrat ist symptomatisch für die neue Qualität der Sinnbildlichkeit des Rolands von Calbe. Die landesfürstlichen Beamten weigerten sich, die Aufstellung der neuen Figur zu genehmigen, weil sie darin, wohl zu Recht, ein Wiederaufleben der städtischen Autonomiebestrebungen erkannten. Zwei Jahre dauerte nun das Gerangel zwischen den Beamten im Schloss und der Stadt um die Aufstellung der Figur, dann kam es 1658 zu einem Kompromiss, in dem beide Seiten versicherten, die bisher verankerten Rechte der Gegenpartei unangetastet zu lassen.
1875 brannte das Rathaus ab, die Rolandstatue aber blieb wegen der günstigen Windverhältnisse unversehrt. Nach dem Neubau des Rathauses verweigerte man dem Roland seinen angestammten Platz und lagerte ihn sieben Jahre in einer Scheune, bis man ihn an der Knabenvolksschule (Heinrich-Heine-Schule) aufstellte. An dieser Stelle verblieb er bis zur Tausendjahrfeier der Stadt Calbe 1936, als man ihn wieder vor dem Rathaus platzierte.
Wegen der Gefahr von Bombenangriffen während des Zweiten Weltkrieges brachte man den Roland in der Fahnenhalle des Bismarckturms auf dem Wartenberg in Sicherheit. Dort fand er in der Nachkriegszeit sein Schicksal als Brennholz.

## Der dritte (heutige) Roland
Als es den Calbensern in den 1960er Jahren wieder wirtschaftlich besser ging, wollten sie auch ihre alte Symbolfigur wiederhaben. Aber erst mit der veränderten DDR-Geschichtsrezeption seit 1973 wurde die Aufstellung einer Replik genehmigt. 1976 konnte ein vom Bildhauer Eberhard Glöss in Anlehnung an die Figur von 1656 geschaffener, viereinhalb Meter hoher Sandstein-Roland enthüllt werden.
Wie auch sein  barocker Vorgänger, dessen nahezu getreue Nachbildung er ist, hält er in der rechten Hand ein aufrecht stehendes Schwert und in der linken einen Schild mit dem Wappen von Calbe. Auf dem Kopf trägt der 4,50 m hohe Roland einen Helm, was bei den noch vorhandenen Rolanden selten, nur achtmal, vorkommt.